# Петраков Валерій Юрійович
Валерій Юрійович Петраков (16 травня 1958, Брянськ) — радянський і російський футболіст і тренер. Виступав на позиції нападника. Майстер спорту СРСР міжнародного класу (1979).

## Кар'єра

### Клубна
Вихованець брянського «Динамо». У 1975—1976 роках виступав у брянському «Динамо».
З 1976 по 1980 Петраков грав у складі московського «Локомотива», де забив свій перший хет-трик у матчі «Крила Рад» (Куйбишев) — «Локомотив» (Москва), матч закінчився з рахунком 0:4. 2 листопада 1979 повторив своє досягнення в матчі проти «Динамо» (Тбілісі) (4:2). Загалом Петраков зіграв за «Локомотив» 107 матчів, забивши 36 м'ячів.
У 1981 році Петраков перейшов до складу московського «Торпедо», що в ті роки виступав у вищому дивізіоні. За чотири роки зіграв 121 гру, забив 33 м'ячі. Свій третій хет-трик в офіційних матчах СРСР за московське «Торпедо» забив 8 квітня 1983 року у грі проти кутаїського «Торпедо», що закінчилася з рахунком 4:1.
1986 році переходить назад в московський «Локомотив», в якому він виходить на поле у 23 матчах і забиває 2 голи.
Тричі оформлював хет-трик у чемпіонатах СРСР.
У 1987 відправився в розташування ГРВН, де отримав можливість грати в клубах Першої ліги НДР. У 1987—1989 роках грав за клуб «Айнхайт» (Вернігероде), забив 21 м'яч. У 1989—1990 грав у «Нордхаузені», забив 10 м'ячів. За власними спогадами в інтерв'ю, допоміг цим клубам вийти в Оберлігу, де грати радянським спортсменам було заборонено.
Завершив свою футбольну кар'єру Валерій Петраков у шведському клубі «Лулео», забивши 33 м'ячі у ворота супротивників клубу.

### У збірній
За збірну СРСР у 1978 році зіграв два товариські матчі та забив один гол.

### Тренерська
З 1997 року працював у тренерському штабі московського «Торпедо».
У червні 2001 року очолив клуб першого дивізіону «Том». За два з половиною роки томський клуб перетворився із середняка турніру на одного з його лідерів. Двічі під керівництвом Петракова «Том» зупинялася за крок від підвищення у класі, займаючи третє місце у 2002 та 2003 роках.
На початку 2004 року перебрався до клубу Прем'єр-ліги «Торпедо-Металург», який незабаром був перейменований на «Москву». У дебютний під керівництвом Петракова сезон команда посіла 9 місце у чемпіонаті країни. 14 липня 2005 Петраков був несподівано звільнений з «Москви» з формулюванням «у зв'язку з подальшим розвитком клубу», а новим головним тренером «городян» став Леонід Слуцький. Після такого звільнення матчі проти ФК «Москва» та Слуцького стали для Петракова принциповими.
У 2006 році, бувши тренером «Томі», він обіграв свій колишній клуб 1:0, сказавши журналістам: «Ви ж знаєте, як я розлучався з „Москвою“. Тому сьогодні і я, і хлопці показали, хто чим дихає і хто на якомусь етапі знаходиться».
У 2009 році працював головним тренером владикавказької «Аланії», яка виступала у першому дивізіоні. 10 серпня 2009 року рішенням Опікунської ради «Аланії» Петракова було усунуто з посади головного тренера команди.
26 травня 2011 року був призначений головним тренером брянського «Динамо». Після відкликання ліцензії команди у 2012 році залишився безробітним, і 16 серпня 2012 року у пресі з'являються повідомлення про те, що Петраков може очолити московське «Торпедо».
22 жовтня 2012 року очолив підмосковні «Хімки», де працював до 6 червня 2013 року.
22 жовтня 2014 року став головним тренером молодіжної команди московського «Торпедо», а 4 листопада 2014 року був призначений головним тренером «Торпедо» після звільнення Миколи Савичева.
13 квітня 2016 року розірвав контракт з «Торпедо» і знову повернувся до «Томі». За результатами сезону 2015/16 через стикові матчі вивів «Том» у Прем'єр-лігу.
28 квітня 2018 року достроково залишив посаду головного тренера команди, після поразки від «Зеніту-2» (1:2).
11 листопада 2019 року очолив владивостоцький «Промінь». Після закінчення сезону «Промінь» було розформовано.
У вересні 2021 року очолив пермську «Зірку», турнірне становище команди у ФНЛ-2 покращилося, проте після закінчення сезону клуб був розформований. У липні 2022 року став головним тренером омського «Іртишу». Під керівництвом Петракова команда посіла друге місце у групі 4 Другої ліги та пробилася до «золотої групи» Дивізіону «А». Після закінчення сезону президент «Іртишу» Сергій Новіков заявив, що клуб не продовжив контракти з низкою співробітників, серед яких був і Петраков. Незабаром засновники клубу не продовжили угоду вже з самим Новіковим, і Петраков став головним тренером та президентом «Іртишу».

## Особисте життя
Син Юрій (нар. 1991) — футболіст, тренер.

## Досягнення

### Командні
Як гравець:
 «Торпедо» Москва
- Кубок СРСР
  - Володар (1): 1985/86
  - Фіналіст (1): 1982

 Молодіжна збірна СРСР
- Чемпіонат світу серед молодіжних команд
  - Чемпіон (1): 1977
- Чемпіонат Європи серед молодіжних команд
  - Чемпіон (1): 1980

 «Локомотив» Москва
- Кубок МССЗ
  - Володар (2): 1976, 1979

 Збірна Москви
- Спартакіада народів СРСР
  - Чемпіон (1): 1979

Як тренер:
 «Том»
- Перший дивізіон / Першість ФНЛ
  - Бронзовий призер (3): 2002, 2003, 2015/16

## Нагороди
- Відзнака «За заслуги перед Томською областю» (5 грудня 2006 року) — за великий внесок у розвиток фізичної культури та спорту Томської області, високий професіоналізм та ефективне керівництво футбольною командою «Том».